# Louisa Matthíasdóttir

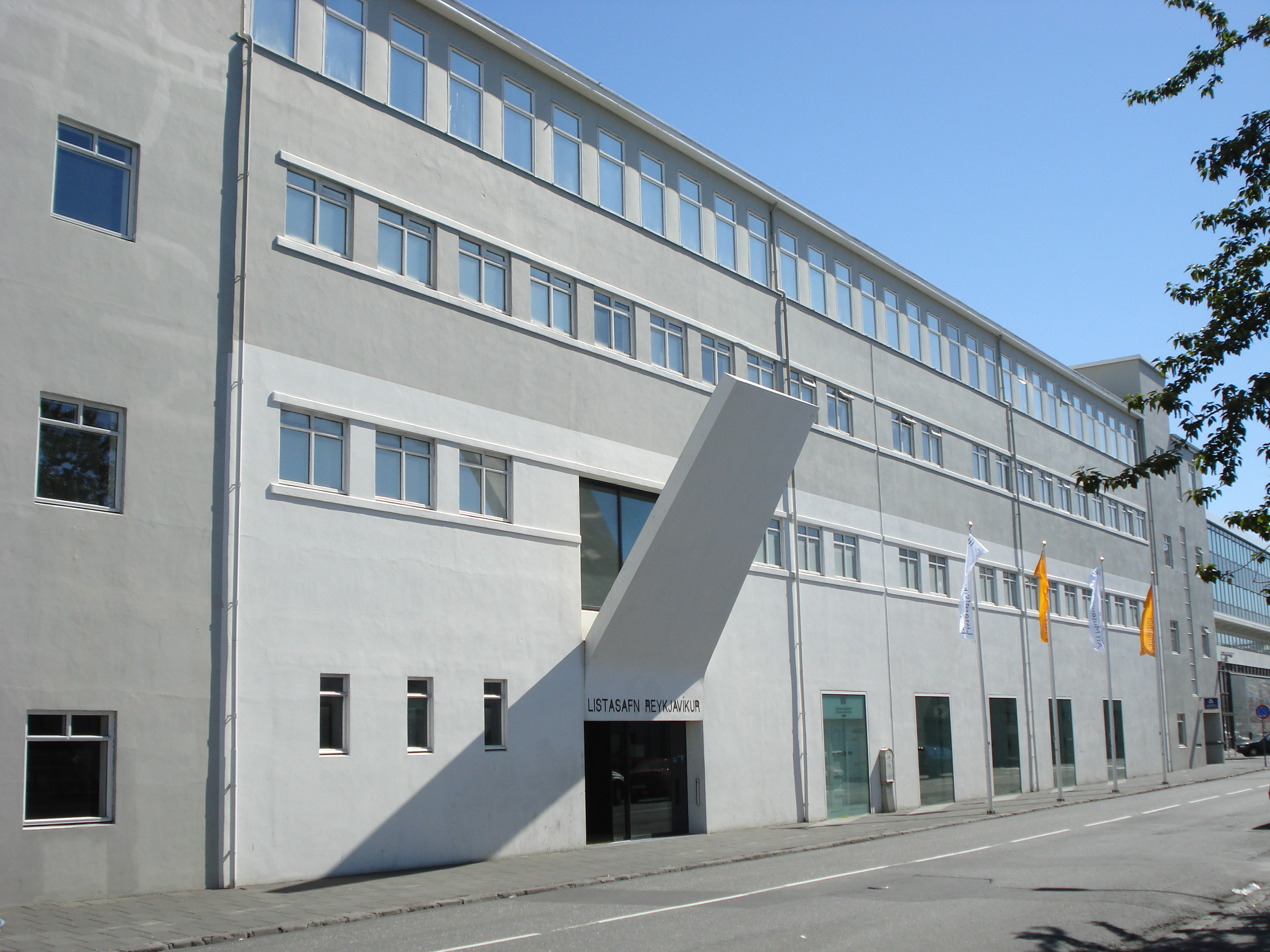

Louisa Matthíasdóttir (Reykjavík, 20 febbraio 1917 – Delhi, 26 febbraio 2000) è stata una pittrice islandese naturalizzata statunitense.

## Biografia
Nata in Islanda, studiò arte dapprima in Danimarca, perfezionandosi poi a Parigi con Marcel Gromaire. Le sue prime opere, datate alla fine degli anni trenta, la rendono una delle figure centrali dell'avanguardia islandese.
Nel 1942 si trasferì a New York, dove studiò presso Hans Hofmann con, tra gli altri, Robert De Niro sr. e Jane Freilicher. Nel 1944 sposò il pittore Leland Bell, e fino alla morte di questi, nel 1991, i due si ispirarono l'uno all'altro.
La prima esposizione personale della Matthíasdóttir fu a New York nel 1948; a partire dagli anni cinquanta introdusse elementi espressionisti nei suoi dipinti, mentre dagli anni sessanta i colori accesi che contraddistinguono le sue opere. Nel 1996 fu insignita del premio culturale della The American-Scandinavian Foundation; nel 1996 entrò a far parte della American Academy of Arts and Letters. Morì a Delhi, nello Stato di New York, pochi giorni dopo il suo ottantatreesimo compleanno.